# فلافيو ألفيس
فلافيو ألفيس (بالبرتغالية: Flavio Alves‏) هو مخرج برازيلي، ولد في 30 نوفمبر 1969 في ريو دي جانيرو في البرازيل.

## وصلات خارجية
- فلافيو ألفيس على موقع IMDb (الإنجليزية)
- فلافيو ألفيس على موقع روتن توميتوز (الإنجليزية)
- فلافيو ألفيس على موقع أول موفي (الإنجليزية)
- فلافيو ألفيس على موقع قاعدة بيانات الفيلم (الإنجليزية)
- فلافيو ألفيس على موقع كينوبويسك (الروسية)